# جورج كوينتن
جورج كوينتن (3 نوفمبر 1848 - 6 مايو 1928) (بالإنجليزية: George Quentin)‏ هو كاهن أنجليكاني ولاعب كريكت بريطاني (وحمل سابقاً جنسية المملكة المتحدة لبريطانيا العظمى وأيرلندا).